# El Angel Caido

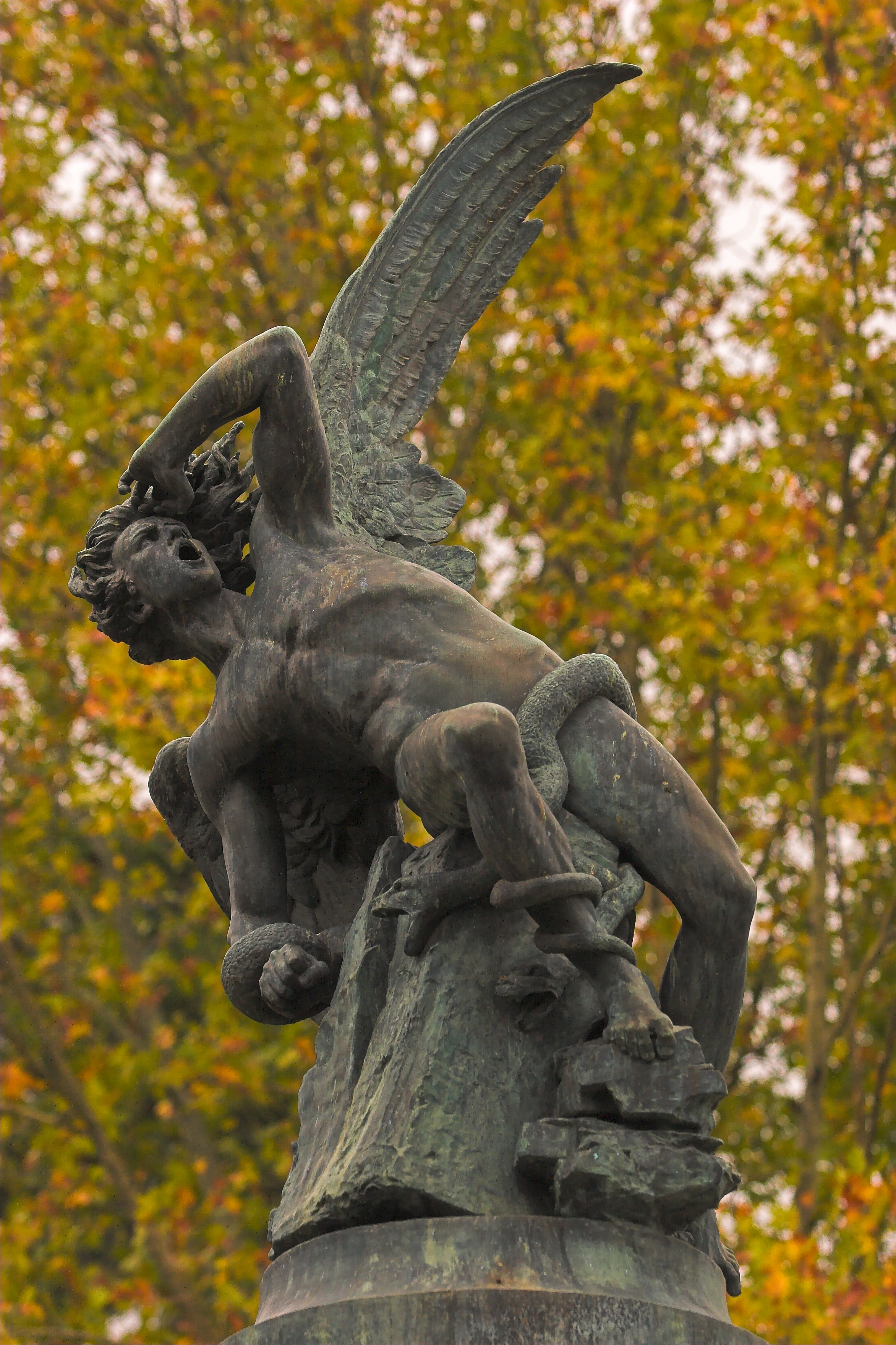
El Ángel Caído.

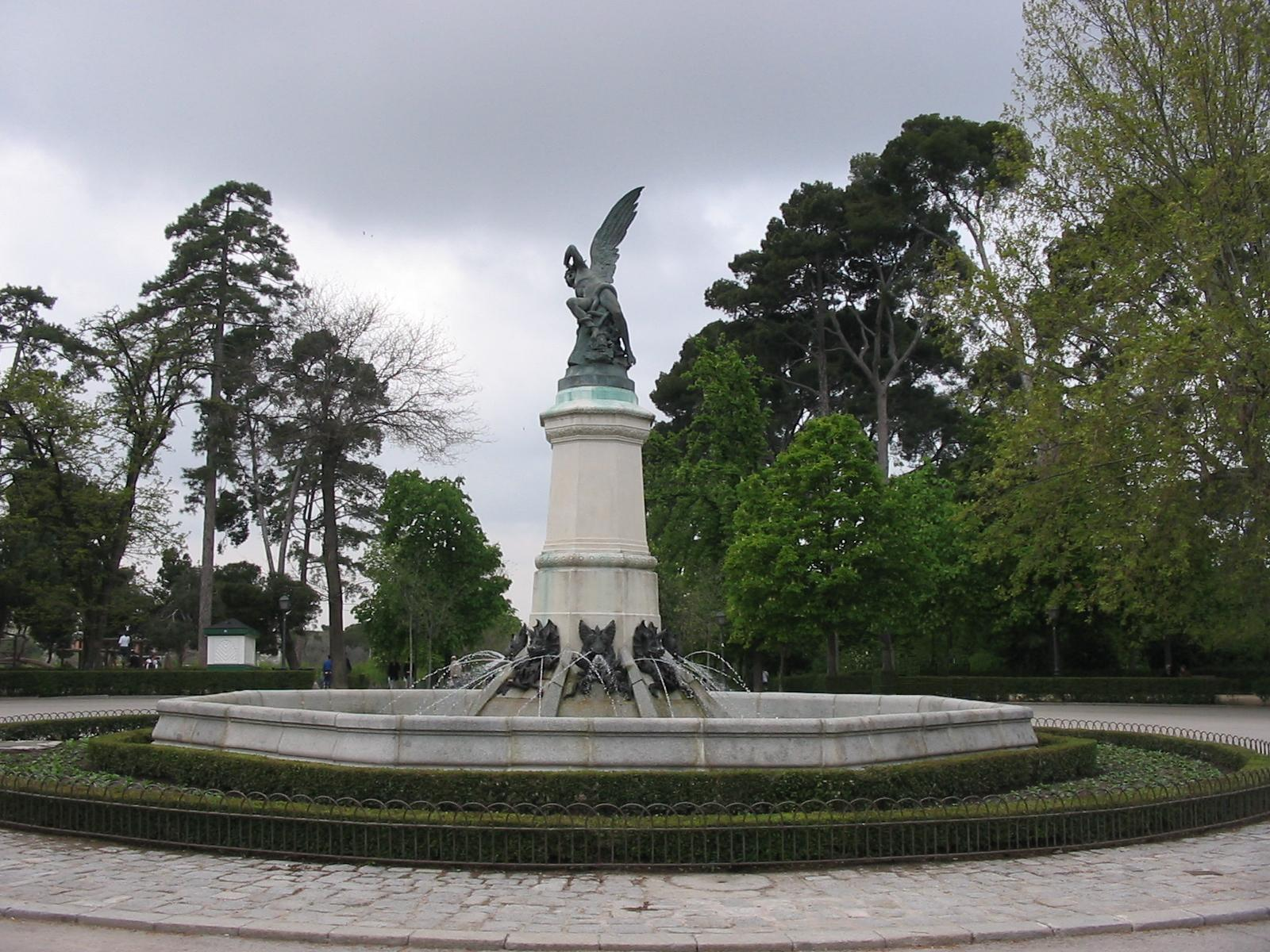
Fuente del Ángel Caído.

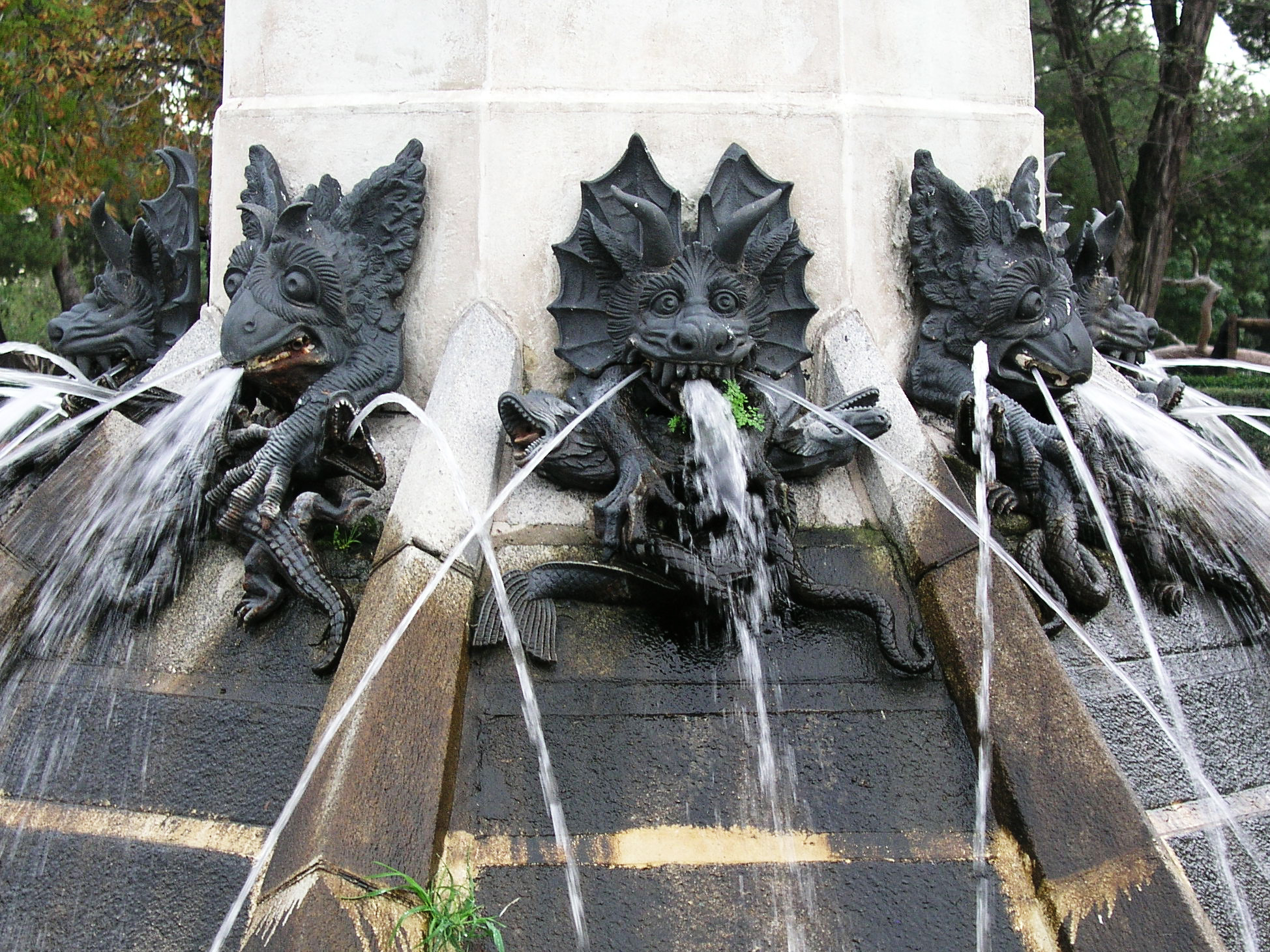
Piedestalens nedersta del.

Fuente del Ángel Caído (“Den fallna ängelns fontän” eller Monumento al Ángel Caído, ”Monument över den fallna ängeln”) återfinns i Retiroparken i Madrid (Spanien), vid “Glorieta del Ángel Caído”. Statyn är ett verk av Ricardo Bellver (huvudstatyn) och Francisco Jareño (piedestalen).

## Historia
År 1877, under sitt tredje år som internatstuderande på Academia Española de Bellas Artes de Roma, (”Spanska konstakademin i Rom”) skapade skulptören Ricardo Bellver (1845–1924) från Madrid detta verk i gips kallat El Ángel Caído (Den fallna ängeln). Året efter erhöll han, med fem röster mot två, medalj av första klassen i “Exposición Nacional de Bellas Artes” (”Nationella konstutställningen”), som hölls i Madrid. Katalogen från denna utställning nämner några verser ur Det förlorade paradiset av John Milton, som gett inspiration till statyn, tredje och fjärde versen i första sången.
| ” | För sin stolthet förjagas han från himlen med hela sin hord av rebelliska änglar för att aldrig mer återvända. Han blickar sig omkring, förbannar himlen, och i hans ögon speglas den djupaste smärta, den största bestörtning, ett olycksaligt högmod och det mest upproriska hat (Milton, El paraíso perdido, sång I). | „ |

Statyn inhandlades av staten för 4.500 pesetas, enligt en på förhand av utställningsjuryn bestämd taxa, och man bestämde att skicka den till Världsutställningen i Paris 1878. Eftersom man endast tillät skulpturer gjorda i marmor eller brons, påbörjade man arbetet med tillstånd för att utföra statyn i denna metall. Bellver föreslog att den skulle tillverkas i Rom, men till slut blev statyn tillverkad i Paris, av Thiebaut-Fils.
El Ángel Caído kom sedan att utgöra en del av konstsamlingen i Pradomuseet. I oktober 1879 inlämnade museets direktör, Benito Soriano Murillo, ett förslag till “Dirección General de Instrucción Pública” att statyn skulle visas i det fria.
| ” | ... statyn Den fallna ängeln ger, kanske på grund av den vågade kompositionen, på grund av sin originella ställning och också på grund av det material som den har gjutits i, kanske inte ett helt tilltalande intryck, instängd som den är mellan trånga väggar i salen, medan upphängd på en allmän plats, i fria luften med mer rymd och horisont, skulle meriten av att vara en sådan vacker skapelse lysa fördelaktigt, och den skulle på samma gång vara en prydnad och få allmänheten att beskåda de vackra skulpturer som så starkt bidrar till dess kultur. ... | „ |

Förslaget bifölls och statyn lämnades till Ayuntamiento de Madrid (”Madrids kommunstyrelse”) för att sättas upp på en offentlig plats i huvudstaden. Platsen som valdes var en fri yta i Retiroparken som tidigare hade upptagits av den gamla kungliga porslinsfabriken (”La China”). Fabriken förstördes dock av brittiska trupper under befäl av Wellington under Napoleonkrigen 1813. 
I maj 1880, fick den ansvarige arkitekten på (dåvarande) ”Departementet för undervisning och näringar”, Francisco Jareño, uppdraget att formge en piedestal på vilken Bellvers staty skulle placeras. Piedestalen utfördes i granit, brons och sten, och fick formen av en fontän med en stor vattenbassäng. Konstverket invigdes officiellt 1885.

## Omgivning
På vad som i dag är Glorieta del Ángel Caído har det funnits olika byggnader. Den äldsta som man har uppgifter om är ermitan San Antonio Abad eller San Antón, från tiden för Spanska Habsburgarna. Efter att de hade störtats, lät Karl III uppföra den tidigare nämnda porslinsfabriken, i likhet med den i Capodimonte (Neapel). Fabriken förstördes under Spanska självständighetskriget, och sedan dess låg platsen tom tills man reste skulpturen.
Nu sammanstrålar tre asfalterade vägar i parken: el Paseo del Duque Fernán Núñez, el Paseo de Cuba och el Paseo del Uruguay.

## Fotnoter
1. ↑  Catálogo de la Exposición Nacional de Bellas Artes, Madrid, 1878, págs. 86-87. Citerad av E. Martínez de Velasco y C. Reyero (se bibliografi i spanska artikeln).
2. ↑  Spanska texten: Por su orgullo cae arrojado del cielo con toda su hueste de ángeles rebeldes para no volver a él jamás. Agita en derredor sus miradas, y blasfemo las fija en el empíreo, reflejándose en ellas el dolor más hondo, la consternación más grande, la soberbia más funesta y el odio más obstinado
3. ↑  Archivo General de la Administración, Caja 6821. Citerad av C. Reyero (se bibliografi i spanska artikeln), pág. 50.
4. ↑  Originalspråk: ... la estatua del Ángel Caído, por lo atrevido de su composición, por su original actitud y también por la materia en que ha sido fundida, tal vez no produzca todo el efecto apetecido, encerrada cual está en los estrechos límites de una sala, mientras que colocada en un sitio público, al aire libre con más espacio y horizonte, luciría ventajosamente el mérito de tan bella creación, sirviendo al mismo tiempo de ornato e iniciando de este modo al público en la contemplación de los buenos modelos del arte plástico que tan poderosamente contribuye a su cultura.